# 1994 WG
1994 WG är en asteroid i huvudbältet som upptäcktes den 25 november 1994 av den japanska astronomen Takao Kobayashi vid Ōizumi-observatoriet.